# Derolus aureus
Derolus aureus là một loài bọ cánh cứng trong họ Cerambycidae.